# Oakley (Idaho)
Oakley is een plaats (city) in de Amerikaanse staat Idaho, en valt bestuurlijk gezien onder Cassia County.

## Demografie
Bij de volkstelling in 2000 werd het aantal inwoners vastgesteld op 668.
In 2006 is het aantal inwoners door het United States Census Bureau geschat op 712, een stijging van 44 (6,6%).

## Geografie
Volgens het United States Census Bureau beslaat de plaats een oppervlakte van
10,3 km², geheel bestaande uit land. Oakley ligt op ongeveer 1393 m boven zeeniveau.

## Plaatsen in de nabije omgeving
De onderstaande figuur toont nabijgelegen plaatsen in een straal van 40 km rond Oakley.